# Prelatura territorial de Corocoro
La prelatura territorial de Corocoro (en latín: Praelatura Territorialis Corocorensis) es una circunscripción eclesiástica de la Iglesia católica en Bolivia. Se trata de una prelatura territorial latina, sufragánea de la arquidiócesis de La Paz. Desde el 10 de febrero de 2021 su prelado es Pascual Limachi Ortiz.

## Territorio y organización
La prelatura territorial tiene 28 823 km² y extiende su jurisdicción sobre los fieles católicos de rito latino residentes en parte del departamento de La Paz, en las provincias de: Aroma, Loayza, Pacajes, Inquisivi, Gualberto Villarroel y José Manuel Pando.
La sede de la prelatura territorial se encuentra en la ciudad de Coro Coro (o Corocoro), en donde se halla la Catedral de Nuestra Señora de la Asunción.
En 2021 en la prelatura territorial existían 14 parroquias.

## Historia
La prelatura territorial fue erigida el 25 de diciembre de 1949 con la bula Quod christianae plebis del papa Pío XII, obteniendo el territorio de la arquidiócesis de La Paz.

## Estadísticas
Según el Anuario Pontificio 2020 la prelatura territorial tenía a fines de 2019 un total de 216 243 fieles bautizados.
| Año                                                                             | Población            | Población | Población      | Sacerdotes | Sacerdotes    | Sacerdotes    | Bautizados por sacerdote | Diáconos permanentes | Religiosos | Religiosos | Parroquias |
| Año                                                                             | Bautizados católicos | Total     | % de católicos | Total      | Clero secular | Clero regular | Bautizados por sacerdote | Diáconos permanentes | Varones    | Mujeres    | Parroquias |
| ------------------------------------------------------------------------------- | -------------------- | --------- | -------------- | ---------- | ------------- | ------------- | ------------------------ | -------------------- | ---------- | ---------- | ---------- |
| 1966                                                                            | ?                    | 45 000    | ?              | 16         | 6             | 10            | ?                        |                      | 12         | 10         | 27         |
| 1970                                                                            | 257 726              | 303 208   | 85.0           | 23         | 9             | 14            | 11 205                   |                      | 17         | 18         | 29         |
| 1976                                                                            | 272 887              | 303 208   | 90.0           | 16         | 6             | 10            | 17 055                   |                      | 10         | 20         | 28         |
| 1977                                                                            | 240 300              | 267 079   | 90.0           | 20         | 7             | 13            | 12 015                   |                      | 13         | 28         | 28         |
| 1990                                                                            | 304 000              | 336 000   | 90.5           | 13         | 2             | 11            | 23 384                   | 1                    | 13         | 16         | 28         |
| 1999                                                                            | 200 000              | 255 459   | 78.3           | 18         | 8             | 10            | 11 111                   | 2                    | 10         | 19         | 28         |
| 2000                                                                            | 210 000              | 265 560   | 79.1           | 18         | 10            | 8             | 11 666                   | 2                    | 23         |            | 28         |
| 2001                                                                            | 190 000              | 226 000   | 84.1           | 18         | 10            | 8             | 10 555                   | 2                    | 8          | 15         | 28         |
| 2002                                                                            | 205 345              | 234 938   | 87.4           | 19         | 11            | 8             | 10 807                   | 2                    | 8          | 19         | 28         |
| 2003                                                                            | 199 569              | 210 894   | 94.6           | 17         | 11            | 6             | 11 739                   | 2                    | 7          | 20         | 28         |
| 2004                                                                            | 190 430              | 210 894   | 90.3           | 16         | 10            | 6             | 11 901                   | 2                    | 7          | 19         | 28         |
| 2013                                                                            | 222 000              | 253 300   | 87.6           | 18         | 15            | 3             | 12 333                   | 2                    | 5          | 2          | 26         |
| 2016                                                                            | 210 306              | 235 500   | 89.3           | 20         | 20            |               | 10 515                   | 1                    |            | 3          | 38         |
| 2019                                                                            | 216 243              | 234 800   | 92.1           | 22         | 22            |               | 9829                     | 2                    |            | 3          | 28         |
| Fuente: Catholic-Hierarchy, que a su vez toma los datos del Anuario Pontificio. |                      |           |                |            |               |               |                          |                      |            |            |            |

## Episcopologio
- Ubaldo Evaristo Cibrián Fernández, C.P. † (7 de marzo de 1953-14 de abril de 1965 falleció)
- Jesús Agustín López de Lama, C.P. † (10 de junio de 1966-5 de septiembre de 1991 renunció)
- Toribio Ticona Porco (4 de junio de 1992-29 de junio de 2012 retirado)
- Percy Lorenzo Galván Flores (2 de febrero de 2013-23 de mayo de 2020 nombrado arzobispo de La Paz)
- Pascual Limachi Ortiz, desde el 10 de febrero de 2021